# 프린스 오브 웨일스 트로피
프린스 오브 웨일스 트로피(Prince of Wales Trophy)는 내셔널 하키 리그 동부 콘퍼런스 우승 팀에게 수여하는 트로피이다.
1923년~1925년에는 정규시즌 우승 팀에게, 1925년~1927년에는 내셔널 하키 리그 플레이오프 우승 팀에게, 1927년~1938년에는 아메리칸 디비전 정규시즌 우승 팀에게, 1938년~1967년에는 내셔널 하키 리그 정규시즌 우승 팀에게, 1967년~1974년에는 이스트 디비전 정규시즌 우승 팀에게, 1974년~1981년에는 프린스 오브 웨일스 콘퍼런스 정규시즌 우승 팀에게, 1981년~1993년에는 프린스 오브 웨일스 콘퍼런스 플레이오프 우승 팀에게, 1993년~현재는 동부 콘퍼런스 플레이오프 우승 팀에게 수여한다.

## 내역
| 시즌      | 우승 팀                      |
| --------- | ---------------------------- |
| 1923~1924 | 카나디앵 드 몽레알           |
| 1924~1925 | 카나디앵 드 몽레알           |
| 1925~1926 | 몬트리올 마룬스              |
| 1926~1927 | 오타와 세너터스              |
| 1927~1928 | 보스턴 브루인스              |
| 1928~1929 | 보스턴 브루인스              |
| 1929~1930 | 보스턴 브루인스              |
| 1930~1931 | 보스턴 브루인스              |
| 1931~1932 | 뉴욕 레인저스                |
| 1932~1933 | 보스턴 브루인스              |
| 1933~1934 | 디트로이트 레드윙스          |
| 1934~1935 | 보스턴 브루인스              |
| 1935~1936 | 디트로이트 레드윙스          |
| 1936~1937 | 디트로이트 레드윙스          |
| 1937~1938 | 보스턴 브루인스              |
| 1938~1939 | 보스턴 브루인스              |
| 1939~1940 | 보스턴 브루인스              |
| 1940~1941 | 보스턴 브루인스              |
| 1941~1942 | 뉴욕 레인저스                |
| 1942~1943 | 디트로이트 레드윙스          |
| 1943~1944 | 카나디앵 드 몽레알           |
| 1944~1945 | 카나디앵 드 몽레알           |
| 1945~1946 | 카나디앵 드 몽레알           |
| 1946~1947 | 카나디앵 드 몽레알           |
| 1947~1948 | 토론토 메이플리프스          |
| 1948~1949 | 디트로이트 레드윙스          |
| 1949~1950 | 디트로이트 레드윙스          |
| 1950~1951 | 디트로이트 레드윙스          |
| 1951~1952 | 디트로이트 레드윙스          |
| 1952~1953 | 디트로이트 레드윙스          |
| 1953~1954 | 디트로이트 레드윙스          |
| 1954~1955 | 디트로이트 레드윙스          |
| 1955~1956 | 카나디앵 드 몽레알           |
| 1956~1957 | 디트로이트 레드윙스          |
| 1957~1958 | 카나디앵 드 몽레알           |
| 1958~1959 | 카나디앵 드 몽레알           |
| 1959~1960 | 카나디앵 드 몽레알           |
| 1960~1961 | 카나디앵 드 몽레알           |
| 1961~1962 | 카나디앵 드 몽레알           |
| 1962~1963 | 토론토 메이플리프스          |
| 1963~1964 | 카나디앵 드 몽레알           |
| 1964~1965 | 디트로이트 레드윙스          |
| 1965~1966 | 카나디앵 드 몽레알           |
| 1966~1967 | 시카고 블랙 호크스           |
| 1967~1968 | 카나디앵 드 몽레알           |
| 1968~1969 | 카나디앵 드 몽레알           |
| 1969~1970 | 시카고 블랙 호크스           |
| 1970~1971 | 보스턴 브루인스              |
| 1971~1972 | 보스턴 브루인스              |
| 1972~1973 | 카나디앵 드 몽레알           |
| 1973~1974 | 보스턴 브루인스              |
| 1974~1975 | 버펄로 세이버스              |
| 1975~1976 | 카나디앵 드 몽레알           |
| 1976~1977 | 카나디앵 드 몽레알           |
| 1977~1978 | 카나디앵 드 몽레알           |
| 1978~1979 | 카나디앵 드 몽레알           |
| 1979~1980 | 버펄로 세이버스              |
| 1980~1981 | 카나디앵 드 몽레알           |
| 1981~1982 | 뉴욕 아일런더스              |
| 1982~1983 | 뉴욕 아일런더스              |
| 1983~1984 | 뉴욕 아일런더스              |
| 1984~1985 | 필라델피아 플라이어스        |
| 1985~1986 | 카나디앵 드 몽레알           |
| 1986~1987 | 필라델피아 플라이어스        |
| 1987~1988 | 보스턴 브루인스              |
| 1988~1989 | 카나디앵 드 몽레알           |
| 1989~1990 | 보스턴 브루인스              |
| 1990~1991 | 피츠버그 펭귄스              |
| 1991~1992 | 피츠버그 펭귄스              |
| 1992~1993 | 카나디앵 드 몽레알           |
| 1993~1994 | 뉴욕 레인저스                |
| 1994~1995 | 뉴저지 데블스                |
| 1995~1996 | 플로리다 팬서스              |
| 1996~1997 | 필라델피아 플라이어스        |
| 1997~1998 | 워싱턴 캐피털스              |
| 1998~1999 | 버펄로 세이버스              |
| 1999~2000 | 뉴저지 데블스                |
| 2000~2001 | 뉴저지 데블스                |
| 2001~2002 | 캐롤라이나 허리케인스        |
| 2002~2003 | 뉴저지 데블스                |
| 2003~2004 | 탬파베이 라이트닝            |
| 2004~2005 | 파업으로 인해 개최되지 않다. |
| 2005~2006 | 캐롤라이나 허리케인스        |
| 2006~2007 | 오타와 세너터스              |
| 2007~2008 | 피츠버그 펭귄스              |
| 2008~2009 | 피츠버그 펭귄스              |
| 2009~2010 | 필라델피아 플라이어스        |
| 2010~2011 | 보스턴 브루인스              |
| 2011~2012 | 뉴저지 데블스                |
| 2012~2013 | 보스턴 브루인스              |
| 2013~2014 | 뉴욕 레인저스                |
| 2014~2015 | 탬파베이 라이트닝            |
| 2015~2016 | 피츠버그 펭귄스              |
| 2016~2017 | 피츠버그 펭귄스              |

## 우승 횟수
| 횟수 | 팀                                                                             |
| ---- | ------------------------------------------------------------------------------ |
| 25회 | 카나디앵 드 몽레알                                                             |
| 17회 | 보스턴 브루인스                                                                |
| 13회 | 디트로이트 레드윙스                                                            |
| 6회  | 피츠버그 펭귄스                                                                |
| 5회  | 뉴저지 데블스                                                                  |
| 4회  | 뉴욕 레인저스 필라델피아 플라이어스                                            |
| 3회  | 버펄로 세이버스 뉴욕 아일런더스                                                |
| 2회  | 캐롤라이나 허리케인스 시카고 블랙 호크스 탬파베이 라이트닝 토론토 메이플리프스 |
| 1회  | 플로리다 팬서스 몬트리올 마룬스 오타와 세너터스 워싱턴 캐피털스                |

## 같이 보기
- 클래런스 켐벨 보울
- 프레지던츠 트로피